# İstanbul Profesyonel Ligi 1954/55
Die İstanbul Profesyonel Ligi 1954/55 war die vierte ausgetragene Saison der İstanbul Profesyonel Ligi. Meister wurde zum ersten Mal Galatasaray Istanbul.

## Statistiken

### Abschlusstabelle
Punktesystem
Sieg: 2 Punkte, Unentschieden: 1 Punkt, Niederlage: 0 Punkte
| Rang | Verein                | Sp. | G  | U | V  | Tore  | Diff. | Punkte |
| ---- | --------------------- | --- | -- | - | -- | ----- | ----- | ------ |
| 01.  | Galatasaray Istanbul  | 18  | 14 | 2 | 02 | 40:13 | +27   | 30     |
| 02.  | Beşiktaş Istanbul (M) | 18  | 13 | 4 | 01 | 46:19 | +27   | 30     |
| 03.  | Fenerbahçe Istanbul   | 18  | 11 | 4 | 03 | 50:13 | +37   | 26     |
| 04.  | Adalet                | 18  | 08 | 5 | 05 | 37:31 | 0+6   | 21     |
| 05.  | Vefa Istanbul         | 18  | 08 | 5 | 05 | 37:31 | 0+6   | 17     |
| 06.  | İstanbulspor          | 18  | 05 | 5 | 08 | 15:25 | −10   | 15     |
| 07.  | Emniyet SK            | 18  | 02 | 9 | 07 | 13:31 | −18   | 13     |
| 08.  | Beykozspor            | 18  | 03 | 6 | 09 | 17:34 | −17   | 12     |
| 09.  | Beyoğluspor           | 18  | 01 | 7 | 10 | 17:47 | −30   | 9      |
| 10.  | Kasımpaşa Istanbul    | 18  | 02 | 3 | 13 | 14:35 | −21   | 7      |

### Torschützenliste
Bei gleicher Anzahl von Treffern sind die Spieler alphabetisch nach Nachnamen bzw. Künstlernamen sortiert.
| Rang | Name                   | Mannschaft           | Tore |
| ---- | ---------------------- | -------------------- | ---- |
| 01.  | Ali Beratlıgil         | Galatasaray Istanbul | 15   |
| 02.  | Lefter Küçükandonyadis | Fenerbahçe Istanbul  | 12   |
| 02.  | Erol Topayan           | Adalet               | 12   |
| 04.  | Ercan Ertuğ            | Beşiktaş Istanbul    | 11   |
| 04.  | Garbis İstanbulluoğlu  | Vefa Istanbul        | 11   |
| 06.  | Kadri Aytaç            | Galatasaray Istanbul | 10   |
| 07.  | Nazmi Bilge            | Beşiktaş Istanbul    | 9    |
| 07.  | Necmi Onarıcı          | Adalet               | 9    |
| 07.  | Misbah Ongan           | Vefa Istanbul        | 9    |
| 10.  | Recep Adanır           | Beşiktaş Istanbul    | 8    |

### Kreuztabelle
| 1954/55              | Galatasaray Istanbul | Beşiktaş Istanbul | Fenerbahçe Istanbul | Adalet | Vefa Istanbul | İstanbulspor | EMN | Beykozspor | Beyoğluspor | Kasımpaşa Istanbul |
| -------------------- | -------------------- | ----------------- | ------------------- | ------ | ------------- | ------------ | --- | ---------- | ----------- | ------------------ |
| Galatasaray Istanbul |                      | 2:2               | 3:1                 | 4:0    | 2:1           | 4:1          | 2:0 | 1:0        | 6:0         | 4:2                |
| Beşiktaş Istanbul    | 1:0                  |                   | 1:1                 | 6:2    | 5:2           | 1:0          | 3:0 | 4:2        | 3:0         | 3:0                |
| Fenerbahçe Istanbul  | 2:0                  | 1:1               |                     | 4:1    | 3:0           | 5:0          | 4:0 | 6:0        | 8:0         | 3:0                |
| Adalet               | 0:3                  | 3:0               | 2:2                 |        | 6:2           | 2:1          | 4:0 | 2:0        | 2:0         | 3:1                |
| Vefa Istanbul        | 1:2                  | 0:2               | 1:0                 | 2:2    |               | 3:0          | 0:0 | 4:1        | 3:0         | 2:0                |
| İstanbulspor         | 1:2                  | 1:1               | 0:2                 | 0:0    | 1:0           |              | 4:2 | 1:0        | 2:0         | 0:0                |
| Emniyet SK           | 0:0                  | 1:5               | 1:0                 | 1:1    | 2:2           | 0:0          |     | 1:1        | 1:1         | 1:0                |
| Beykozspor           | 0:1                  | 3:4               | 1:5                 | 1:0    | 1:1           | 0:0          | 0:0 |            | 1:0         | 1:1                |
| Beyoğluspor          | 1:3                  | 1:3               | 1:1                 | 3:3    | 1:1           | 2:0          | 2:2 | 3:3        |             | 1:1                |
| Kasımpaşa Istanbul   | 0:1                  | 0:1               | 1:2                 | 1:4    | 0:2           | 1:3          | 2:1 | 0:2        | 4:1         |                    |

## Die Meistermannschaft von Galatasaray Istanbul
| 1. | Galatasaray Istanbul |
|    | - Tor: Yüksel Alkan; Turgay Şeren - Abwehr: Kamil Altan; Necmi Erdoğdu; Bülent Eken - Mittelfeld: Tayyar Cavcav; Coşkun Özarı; Ergun Ercins; Necdet Şentürk; Rober Eryol; Suat Mamat - Angriff: Kadri Aytaç; Ali Beratlıgil; Ali Soydan; Muzaffer Tokaç Sedat Cömert; Şükrü Gülesin; İsfendiyar Açıksöz - Trainer: Gündüz Kılıç |